# Otopsis longipes
Otopsis longipes är en ringmaskart som beskrevs av E. Ditlevsen 1917. Enligt Catalogue of Life ingår Otopsis longipes i släktet Otopsis och familjen Pilargidae, men enligt Dyntaxa är tillhörigheten istället släktet Otopsis och familjen Pilargiidae. Arten har ej påträffats i Sverige. Utöver nominatformen finns också underarten O. l. pacifica.